# Monika Szczęsna
Monika Szczęsna (née le 20 décembre 1987) est une athlète polonaise, spécialiste du 400 mètres.

## Biographie
Elle remporte la médaille de bronze du relais 4 × 400 m lors des championnats d'Europe en salle 2015, à Prague, en compagnie de Małgorzata Hołub, Joanna Linkiewicz et Justyna Święty.

### Palmarès
| Date | Compétition                    | Lieu   | Résultat | Épreuve   | Temps          |
| ---- | ------------------------------ | ------ | -------- | --------- | -------------- |
| 2015 | Championnats d'Europe en salle | Prague | 3e       | 4 × 400 m | 3 min 31 s 90  |
| 2015 | Relais mondiaux de l'IAAF      | Nassau | 3e       | r. medley | 10 min 45 s 32 |

## Records
| Épreuve | Temps     | Lieu    | Date   |                 |
| ------- | --------- | ------- | ------ | --------------- |
| 400 m   | Plein air |         |        |                 |
| 400 m   | Salle     | 53 s 78 | Vienne | 14 février 2015 |